# Rolando Cruz
Rolando Cruz (* 17. September 1939 in Salinas) ist ein ehemaliger puerto-ricanischer Leichtathlet. Er belegte bei den Olympischen Spielen 1960 in Rom den vierten Platz im Stabhochsprung.
Cruz nahm bereits 1956 in Melbourne an den Olympischen Spielen teil, schied dort aber mit 4,00 Meter in der Qualifikation aus. 1959 gewann Cruz mit 4,32 Meter die Bronzemedaille bei den Panamerikanischen Spielen. Bei den Olympischen Spielen 1960 übersprang er in der Qualifikation 4,40 Meter. Im Finale konnte Cruz alle Höhen bis 4,50 Meter im ersten Versuch überspringen. 4,55 Meter gelangen ihm erst im zweiten Versuch und an 4,60 Meter scheiterte Cruz. Damit belegte Cruz den vierten Platz bei gleicher Höhe wie Eeles Landström, der die 4,55 Meter im ersten Versuch überwunden hatte. 1960 und 1962 gewann Cruz den Stabhochsprung bei den Iberoamerikanischen Spielen. Cruz war bei den Olympischen Spielen 1964 in Tokio noch einmal dabei, schied aber mit 4,50 Meter bereits in der Qualifikation aus.
Cruz hatte bei einer Körpergröße von 1,80 m ein Wettkampfgewicht von 68 kg.